# Þingeyrar
Þingeyrar (Thingeyrar) is een plaats in de gemeente Húnaþing vestra in het noorden van IJsland. Þingeyrar was een van de grootste boerderijen in het land en in 1133 werd hier een van de eerste kloosters op IJsland gesticht.

## Locatie en etymologie
Þingeyrar bevindt zich op de Þingeyrarsandur; een landtong tussen de schiereilanden Vatnsnes en Skagi aan de noordzijde van de Hóp-lagune, ook wel Miðhóp genaamd. Waarschijnlijk komt het laatste deel van de naam van eyrar, IJslands voor estuarium; de Hóp-lagune is namelijk de verbrede riviermonding van de Bjargarós-rivier. De beslissing om ter plaatse een boerderij en kerk te bouwen werd begin 12e eeuw genomen door bisschop Jón Ögmundsson tijdens de lente-volksvergadering ofwel thing (Nederlands: ding, IJslands: Þing); dit verklaart tevens het eerste deel van de naam.

## Þingeyrar-klooster

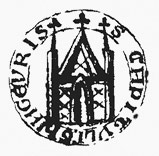
Zegel van het Þingeyrar-klooster uit de 15e eeuw.

Begin 12e eeuw bezocht Jón Ögmundsson, de eerste bisschop van het 60 km oostelijker gelegen Hólar, de volksvergadering te Þingeyrar. Hoewel het al lente was bleef de grond hier bevroren en er heerste honger. Met toestemming van de vergadering beloofde de bisschop hier een boerderij en een kerk te bouwen, en dezelfde week begon het te dooien. Ögmundsson besloot ook een benedictijnenklooster te laten bouwen, dat uiteindelijk in 1133 werd gesticht en werd opgedragen aan Sint Nicolaas. De stichting van het klooster markeerde tevens de intrede van het geschreven woord in IJsland. Abt Karl Jónsson schreef hier in Latijn Sverris saga, de monniken Gunnlaugur Leifsson en Oddr Snorrason schreven biografieën over de Noorse koningen Olaf Tryggvason en Olaf Haraldsson. Abt Árngrímur Brandson schreef over de Engelse geestelijke Thomas Becket en over bisschop Guðmundur Arason; waarschijnlijk de oudste biografie over een IJslands persoon. Het is zeer waarschijnlijk dat ook de IJslandse Húnavetningar-saga's Bandamanna saga, Grettirs saga, Hallfreðar saga, Heiðarvíga saga, Kórmáks saga en Vatnsdæla in Þingeyrar geschreven zijn. Veel van deze manuscripten zijn bewaard gebleven. In de 14e eeuw werd het klooster getroffen door de Zwarte Dood. Tijdens de reformatie in de 16e eeuw ging de IJslandse bevolking over naar het Lutheranisme en in 1555 werd het klooster gesloten..

## Þingeyrar-kerk

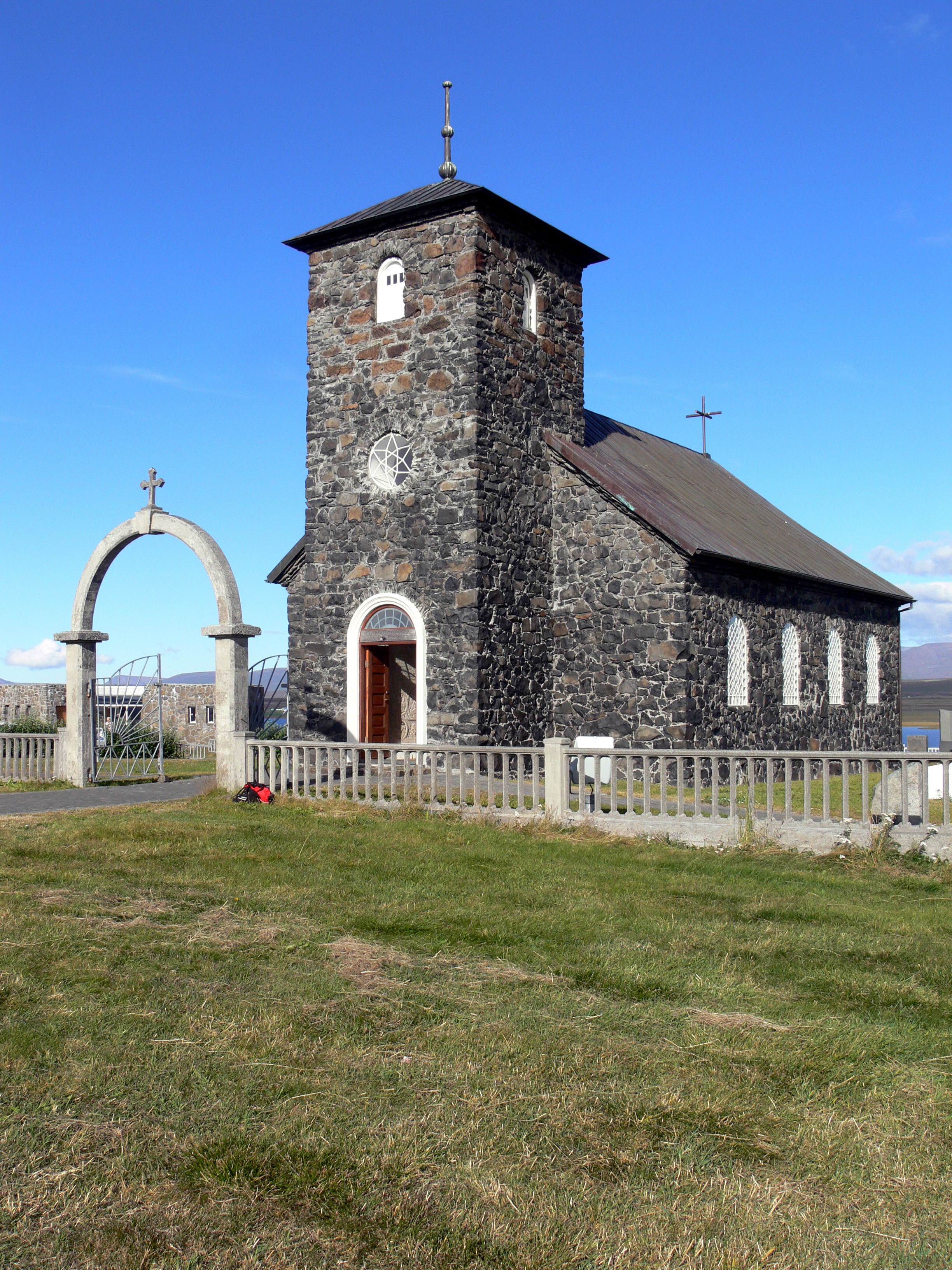
De kerk van Thingeyrar

De eerste kerk werd hier in de 12e eeuw gebouwd. De oude kerk was een zogenaamde turfkerk: een kerkje met een turfdak waar gras op groeit. Tussen de oude en nieuwe kerk bevindt zich een ovale tuin van 25 bij 20 meter, Lögrétta genaamd. Dit is mogelijk de middeleeuwse vergaderplaats (þing).
De huidige stenen Þingeyrarkirkja (Þingeyrar-kerk) werd gebouwd in opdracht van Ásgeir Einarsson en stamt uit 1877. De stenen voor de kerk werden per slede over het bevroren Hóp-meer aangevoerd vanuit de 8 km verder gelegen steengroeve in de Nesbjörgkliffen. De bouw werd uitgevoerd door Sverrir Runólfsson en duurde 13 jaar. Het albasten altaarstuk uit Nottingham stamt waarschijnlijk uit de 13 of 14e eeuw. Tot de inventaris behoort verder een zilveren doopvont met de jaartallen 1663 en 1697, en een zilveren miskelk. De kansel uit 1696 is waarschijnlijk van Nederlandse oorsprong. De linnen altaardwaal is van 1763.